# Butterfield Overland Mail

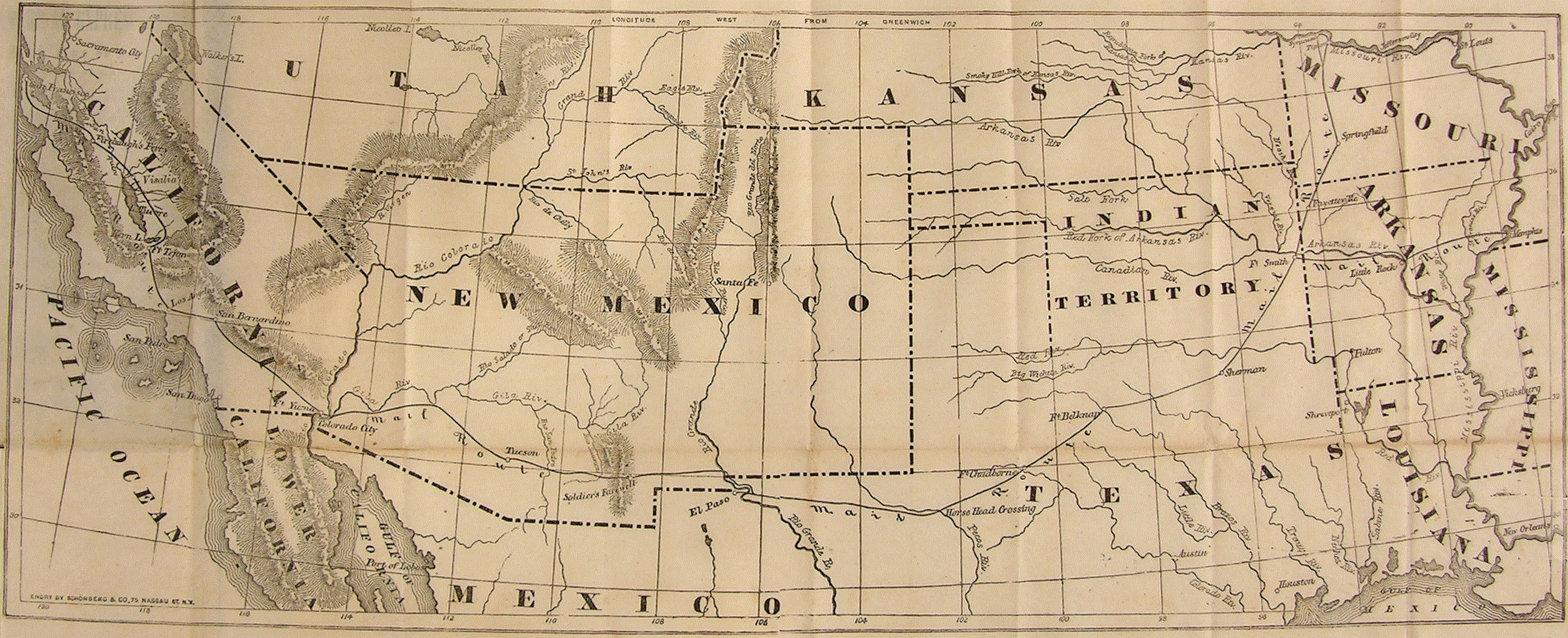
Die Streckenführung

Die Butterfield Overland Route war eine Strecke für Postkutschen in den Vereinigten Staaten von Amerika. Sie wurde von 1857 bis 1861 befahren. Die Postkutschen transportierten Fahrgäste und Post von zwei östlichen Haltestellen in Memphis (Tennessee) und St. Louis (Missouri) nach San Francisco, (Kalifornien). Die zwei östlichen Wege treffen zunächst in Fort Smith zusammen dann führte die Strecke durch Indianer-Territorium, Texas, New Mexico und Arizona nach San Francisco. 
Am 3. März 1857 beauftragte der Kongress unter James Buchanan den damaligen Postminister, Aaron Brown, mit der Zustellung der Post der Vereinigten Staaten vom Osten (Fort Smith) in den Westen (San Francisco). Davor musste die Post für den Westen per Schiff über den Golf von Mexiko transportiert werden.

## Hintergrund
Zwischen 1840 und 1850 zeichnete sich der Wunsch nach einer besseren Kommunikation zwischen den beiden Küsten der Vereinigten Staaten ab. Der Kongress beauftragte den Postminister mit der Zustellung der Post von Missouri nach Kalifornien. Ein Hintergedanke dabei war, den Westen zu besiedeln. Das Postministerium schrieb den Auftrag aus, die Bieter sollten Routen vorschlagen, die vom Mississippi westwärts führen sollte.

## John Warren Butterfield
John Warren Butterfield und seine Partner William B. Dinsmore, William Fargo, James V. P. Gardner, Marcus L. Kinyon, Alexander Holland und Hamilton Spencer unterbreiteten einen Vorschlag für eine südliche Route, die in St. Louis startete und nach Kalifornien führte. Insgesamt erhielt das Postministerium neun Vorschläge. Der Minister stammte aus Tennessee und bevorzugte eine südliche Route. Obwohl keiner diese Route angeboten hatte, setzte sich der Minister für eine südliche Route ein, die als Oxbow Route bekannt ist. Dahinter stand die Idee, dass die Strecke auch während der Wintermonate befahren werden konnte, da keine Probleme mit Schnee im Süden zu erwarten war. Diese Route war 600 Meilen (970 km) länger als die zentrale, nördliche Route die durch Denver, Colorado, Salt Lake City und Utah geführt hätte. Den Zuschlag erhielten schließlich Butterfield und seine Partner. Zu diesem Zeitpunkt handelte es sich um den größten Auftrag in der Postzustellung, die über Landwege führt.

## Butterfield Overland Mail Route
Der Vertrag trat am 16. September 1858 in Kraft. In dem Vertrag wurde die Route genau bezeichnet und in östliche und westliche Bereiche aufgeteilt, diese zwei großen waren wiederum in kleinere Bereiche aufgeteilt. Vier Bereiche waren im Westen und fünf Bereiche im Osten. Franklin in Texas, später auch El Paso genannt, bildete den Übergang zwischen Osten und Westen. Die kleineren Bereiche wurden von West nach Ost nummeriert, jeder einzelne davon hatte einen eigenen Aufseher. 
| Bereich   | Strecke                              | Meilen | Stunden |
| --------- | ------------------------------------ | ------ | ------- |
| Bereich 1 | San Francisco nach Los Angeles       | 462    | 80      |
| Bereich 2 | Los Angeles nach Fort Yuma           | 282    | 72,20   |
| Bereich 3 | Fort Yuma nach Tucson                | 280    | 71,45   |
| Bereich 4 | Tucson nach Franklin                 | 360    | 82      |
| Bereich 5 | Franklin nach Fort Chadbourne        | 458    | 126,30  |
| Bereich 6 | Fort Chadbourne nach Colbert’s Ferry | 282,5  | 65,25   |
| Bereich 7 | Colbert’s Ferry nach Fort Smith      | 192    | 38      |
| Bereich 8 | Fort Smith nach Tipton               | 318,5  | 48,55   |
| Bereich 9 | Tipton nach St. Louis                | 160    | 11,40   |
| Gesamt    | Strecke                              | 2795   | 595,15  |

## Eröffnung der Strecke
Die Butterfield Overland Mail Company hatte einen 6-Jahres-Vertrag, der am 15. September 1857 in Kraft trat. An diesem Tag starteten die ersten Postkutschen von St. Louis und San Francisco. Die Postkutsche von San Francisco erreichte St. Louis nach 23 Tagen und 4 Stunden mit Post und 6 Fahrgästen. Die Route wurde zweimal wöchentlich über einen Zeitraum von zweieinhalb Jahren befahren. Jeden Montag und Donnerstag verließ eine Postkutsche Tipton und San Francisco mit Passagieren, Gütern und bis zu 12.000 Briefen. Der Fahrpreis in eine Richtung betrug damals 200 $. Das Unternehmen beschäftigte mehr als 800 Menschen, hatte über 130 Stationen auf der Route, 1800 Leiter und 250 Postkutschen auf einmal im Einsatz.
In den 1860er Jahren war die Route eine der wenigen, die in den Westen führte, und musste ständig befahrbar sein für reisende Siedler, Minenarbeiter und Geschäftsleute. Allerdings wurde die Route mit der Zeit immer unsicherer; sie wurde von Banditen und Indianern überfallen. Als Reaktion darauf veranlasste Abraham Lincolns Kriegsministerium Lt. William O. Collins und seine Truppe, die Strecke zwischen Independence (Missouri) und Sacramento (Kalifornien) zu beschützen.
Als der Amerikanische Bürgerkrieg absehbar wurde, entstand 1860 der Pony Express. Dieser wählte eine nördlichere Route, wodurch er dem turbulenten Süden entging und auch wesentlich schneller war. So brauchte die Zustellung nur noch 10 Tage. Allerdings erhielt der Pony Express keinen Vertrag.
Im März 1860 wurde die Overland Stage Company, aufgrund von Schulden, von Wells Fargo übernommen. Im Zuge dessen wurde John Butterfield aus dem Unternehmen verdrängt. Das letzte Mal wurde die Route am 21. März 1861 befahren, danach war es aufgrund des Bürgerkrieges nicht mehr möglich.

## Stilllegung der Strecke
Am 2. März wurde durch Beschluss des Kongresses die Route stillgelegt und der Passagiertransport eingestellt. Am selben Tag wurde eine neue Route von Saint Joseph (Missouri) nach Placerville (Kalifornien) befahren. Sie wurde Central Overland Route genannt. Im März 1861, vor dem Amerikanischen Bürgerkrieg, widerrief die US-amerikanische Regierung den Vertrag mit Butterfield Overland Stagecoach Company, in Voraussicht auf den kommenden Krieg. Unter den Konföderierten Staaten von Amerika wurde die Butterfield Route weitergeführt, allerdings mit mangelndem Erfolg. Wells Fargo führte die Postkutschen weiterhin in Minen-Lager in nördlichere Gegenden bis 1869 Eisenbahnschienen dies übernahmen.
Mindestens vier Gefechte wurden auf oder in der Nähe der Butterfield Poststrecke geführt. Das Gefecht an der Stanwix Station, das Gefecht am Picacho Pass, das Gefecht am Apache Pass und die Schlacht am Pea Ridge. Die Konföderierten versuchten die Stationen von Tucson nach Mesilla offen zu halten, während sie Stationen von Tucson nach Yuma (Arizona) zerstörten. Diese wurden nämlich dafür genutzt die feindliche Armee zu beliefern.

## Heute
Es gibt auch heute noch Stationen in Oak Grove und die bekannteste ist in der Nähe von Warner Springs (Kalifornien). 
Die Elkhorn Tavern in Pea Ridge National Military Park war eine Station entlang der Strecke, die nach dem Bürgerkrieg wieder aufgebaut wurde. Diese ist auf einem der ältesten Bereichen der Strecke die noch existieren. 
Am Gipfel des Guadelupe Peak erinnert eine Pyramide aus Stahl, aus 1958, an das hundertjährige Bestehen der Butterland Overland Mail, die Strecke führte südlich an den Bergen vorbei.